# Afrocriotettix
Afrocriotettix is een geslacht van rechtvleugeligen uit de familie doornsprinkhanen (Tetrigidae). De wetenschappelijke naam van dit geslacht is voor het eerst geldig gepubliceerd in 1938 door Günther.

## Soorten
Het geslacht Afrocriotettix omvat de volgende soorten:
- Afrocriotettix brevis Chopard, 1945
- Afrocriotettix durus Karsch, 1893
- Afrocriotettix nigellus Bolívar, 1887